# Tortricibaltia
Tortricibaltia là một chi bướm đêm thuộc phân họ Tortricinae của họ Tortricidae.

## Các loài
- Tortricibaltia diakonoffi Skalski, 1992